# Come Together
(Come Together, The Beatles)
Come Together è il brano musicale che apre il disco Abbey Road dei Beatles, uscito nel settembre del 1969.
Pur essendo firmata come al solito da Lennon-McCartney, è una composizione principalmente di John Lennon. La sua durata è di 4:20 minuti, e venne registrata nella terza decade di luglio del 1969 nello studio 3 di Abbey Road.
Il 31 ottobre uscì in Gran Bretagna come singolo (un doppio lato A, con Something di George Harrison sull'altro lato), scalando la classifica sino al nº 4. 
Negli Stati Uniti d'America invece il singolo arrivò al primo posto. 
In Germania arriva al primo posto ed in Svizzera, Austria ed Olanda al secondo.
Fu il primo singolo dei Beatles a contenere canzoni già disponibili su un 33 giri.

## Descrizione

### Origine e storia
La primissima versione del brano, intitolata provvisoriamente Let's Get It Together, può essere ascoltata nei nastri riguardanti il secondo Bed-In di Lennon in Canada. Il ritornello «Come Together!» ("Venite insieme!") fu ispirato a Lennon dalla campagna di Timothy Leary per divenire Governatore della California, il cui motto era "Come together, join the party!" ("venite insieme, unitevi al partito"). Doveva anzi essere la canzone politica che accompagnava i comizi, ma Leary venne sconfitto dal candidato repubblicano Ronald Reagan; il suo candidarsi al soglio presidenziale era stata più che altro una provocazione (come quando ipotizzò di mettere ingenti quantità di LSD nell'acquedotto di San Francisco), e finì anzi in prigione per possesso di marijuana.
Che fare allora della canzone? John scrisse un nuovo testo e la propose ai Beatles, che la registrarono subito. Quando Leary protestò garbatamente per non essere stato più considerato, Lennon con il suo garbato umorismo rispose che lui era un sarto, e Leary un cliente che non aveva più bisogno del suo vestito, così l'aveva venduto a qualcun altro.
Gli oscuri versi delle strofe si riferiscono cripticamente, secondo quanto ammise lo stesso Lennon, ai singoli membri del gruppo. Per esempio «He' one holy roller...» ("è un vero tritasassi"), si riferirebbe allo spirituale Harrison, mentre il «walrus gumboot» ("il tricheco con gli stivali di gomma"), sarebbe Lennon, a cui si aggiunge "He got Ono Sideboard", con Yoko Ono al suo fianco.
Inizialmente il brano doveva essere suonato più velocemente, un rock 'n' roll tradizionale, poi Paul ebbe l'idea di suonarlo più lento, perché suonasse "swampy" (letteralmente paludoso, si intenda trascinato, ipnotico): trovò la famosa linea di basso, che rende la canzone riconoscibile dopo pochi istanti, e la canzone venne registrata così.

### Le accuse di plagio
Il primo verso della canzone «Here come old flat-top, he come groovin' up slowly...» fu chiaramente ispirato, come onestamente confessò Lennon, da una strofa di Chuck Berry nella canzone You Can't Catch Me («Here come up flattop, he was groovin' up with me...»). Inoltre vi sono forti somiglianze anche sotto l'aspetto musicale, visto che rallentando il brano di Chuck Berry, si può chiaramente constatare che Come Together è somigliante a You Can't Catch Me. Morris Levy, editore della musica di Chuck Berry, citò in Tribunale Lennon, che come ammenda promise di incidere delle canzoni possedute da Levy, tutte contenute nel suo album del 1975 Rock 'n' Roll.

### Registrazione
Lennon, oltre alle parti vocali e i battiti di mano e tamburello, incise anche la chitarra ritmica. Sono rimaste famose e quasi profetiche le parole bisbigliate Shoot me... ("sparami...") con le quali si apre il brano (fatte da lui anche dopo le prime tre strofe). McCartney cantò le altre parti (incluse le parole bisbigliate Shoot me..., fatte dopo la quarta strofa) e suonò il piano elettrico ed il basso elettrico, Harrison la chitarra elettrica solista e Starr la batteria. Ognuno dei quattro Beatles suonò una parte in questa canzone, registrata da George Martin (che nelle note dell'album Love del 2006 ammise che era la sua canzone preferita dei Beatles), aiutato dai tecnici del suono Geoff Emerick e Phil McDonald.
Vennero incise otto versioni della canzone (la primissima, con parole leggermente diverse, è comparsa nella Anthology 3).
Per il mensile Rolling Stone, Come Together è al numero 202 nella sua lista delle 500 canzoni più belle di ogni tempo, ma non bisogna dimenticare che ai tempi la canzone venne bandita dalla BBC perché il verso a metà canzone «shoot[ing] Coca-Cola» venne interpretato come un riferimento alla cocaina.

## Cover
Come Together è una delle canzoni più reinterpretate di sempre. Molti musicisti hanno suonato infatti la cover di questo brano.
Ricordiamo tra i tanti:
- The Brothers Johnson 1976 album Look Out for #1 (A&M Records, SLAM 64567)
- Aerosmith
- Claude Denjean
- Godsmack
- Gotthard
- Michael Jackson
- Ike & Tina Turner
- Axl Rose e Bruce Springsteen insieme
- Soundgarden
- Robin Williams e Bobby McFerrin insieme
- Noel Gallagher e Paul Weller registrarono con Paul McCartney una versione nel 1995
- Sugababes
- Elton John
- Diana Ross
- Tom Jones
- Marilyn Manson
- Joe Cocker
- Mina nel disco Canarino mannaro
- U2, Bruce Springsteen e Jon Bon Jovi insieme
- Michelle Shocked
- Marlene Kuntz
- Denovo
- Marcus Miller
- Petra Magoni e Ferruccio Spinetti nel cd Musica nuda per solo contrabbasso e voce
- Zakk Wylde
- Franky e The Rogers in italiano, nel 1969, con il titolo Tam tam (testi di Franco Migliacci e Sergio Bardotti), (Bentler, BE/NP 5059) per la raccolta Finalmente! Arrivano - Discografia 1966-1970 (On Sale Music, 64 OSM 099) uscita nel 2014
- Mia Martini
- Arctic Monkeys realizzata durante la cerimonia di apertura dei Giochi della XXX Olimpiade
- Adam Ben Ezra
- Gary Clark Jr.
- Leo Moracchioli (Frog Leap Studios)

### La versione di Michael Jackson
Michael Jackson nel 1988 successivamente alla pubblicazione dell'album Bad incise una cover del famoso brano dei Beatles che fu utilizzata nella colonna sonora del suo film dello stesso anno Moonwalker. La traccia in formato audio però rimase inedita fino al 1992 quando apparve per la prima volta in versione estesa come B-Side del singolo Remember the Time. Tre anni dopo la canzone fu pubblicata ufficialmente nel nuovo album in studio di Jackson HIStory: Past, Present and Future - Book I.